# Human Nature (sang af Michael Jackson)
 For alternative betydninger, se Human Nature. (Se også artikler, som begynder med Human Nature)
Human Nature er en single udgivet af Michael Jackson, og er den femte af syv singler fra musikalbummet Thriller fra 1982. 
Sangen "Human Nature" er skrevet af Toto-medlemmet Steve Porcaro, med tekst lavet af John Bettis. Sangen nåede nummer syv på Billboard Hot 100, men var ikke et stort international hit som de andre tidligere udgivne singler og blev derfor ikke udgivet udenfor USA.
Følgende er taget fra specialudgaven af Thriller, hvor Quincy Jones snakker i albummets ekstraspor: "Human Nature havde ikke været med i Thriller hvis det ikke havde været for glemsomheden." Da Jackson og Quincy Jones producerede Thriller i 1982 havde de planer om at indspille sangen "Carousel" på albummet da der var plads til en sang til, men Jones ombestemte sig, og ville fjerne "Carousel" fra albummet. Under denne tid sendte Toto Jones to demoer som de tænkte kunne være interessante for Michael. De to første sange på demoen imponerede ikke Jones. Efter disse to prøver glemte Jones at fjerne demoen. Det er i dette øjeblik Jones beskriver det som i specialudgaven af Thriller: "...og pludselig blev der stille, og så hørte jeg; 'why? Why?... da da da da da da da da... why? Why?'." Mens han snakkede om det nævnte Jones at han får gåsehud bare af at snakke om det.
Det var mens han hørte til denne demo, som var skrevet af Steve Porcaro, at Jones bestemte sig for at udskifte "Carousel" med "Human Nature". Derefter kontaktede Jones, John Bettis som skrev teksten.
"Human Nature" har fået flere coverversioner og er blevet samplet af adskillige kunstnere som, Miles Davis, SWV, Nas, Jason Nevins, 2pac og Boyz II Men.
| Musik | Spire Denne musikartikel er en spire som bør udbygges. Du er velkommen til at hjælpe Wikipedia ved at udvide den. |